# آرتور ۳: جنگ دو جهان
آرتور ۳: جنگ دو جهان (انگلیسی: Arthur 3: The War of the Two Worlds) یک لایو اکشن و پویانمایی فانتزی فرانسوی-امریکایی به کارگردانی لوک بسون است که در سال ۲۰۱۰ منتشر شد. بسون فیلمنامه را به همراه سلین گارسیا بر اساس چهارمین کتاب از مجموعۀ کتاب‌های آرتور به رشته تحریر درآورده‌است. این فیلم دنبالۀ آرتور و انتقام مالتازارد (۲۰۰۹) و سومین فیلم از سری فیلم‌های آرتور محسوب می‌شود. فیلم همزمان با قسمت قبلی فیلمبرداری شد.
آرتور ۳: جنگ دو جهان در ۱۳ اکتبر ۲۰۱۰ توسط اروپاکورپ در سینماهای فرانسه به نمایش درآمد.

## داستان
مالتازارد از دهکده زیرزمینی خود فرار کرده و پا به دنیای انسان‌ها گذاشته‌است. او قصد دارد ارتش بزرگ و قدرتمندی تشکیل دهد و بر تمام دنیا حکومت کند. آرتور و دوستانش که در دهکده مینی‌موی‌ها هستند متوجه فرار مالتازارد می‌شوند و تصمیم می‌گیرند با کمک پدر بزرگ آرتور جلوی مالتازارد را بگیرند.

## بازیگران
بازیگران لایواکشن
- فردی هایمور در نقش آرتور مونتگومری. هایمور صداپیشگی این شخصیت را نیز بر عهده دارد.
- میا فارو در نقش دیزی سوچات
- ران کرافورد در نقش آرچیبالد سوچات. میشل دوشوسوآ صداپیشگی این شخصیت را در نسخه فرانسوی بر عهده دارد.
- رابرت استانتون در نقش آرماند مونتگومری. ژان-پل روو صداپیشگی این شخصیت را در نسخه فرانسوی بر عهده دارد.
- پنی بالفور در نقش رز مونتگومری. فردریک بل صداپیشگی این شخصیت را در نسخه فرانسوی بر عهده دارد.
- کوپر دنیلز در نقش جرج لوکاس
- استیو روتمن در نقش دکتر استیچ

صداپیشگان
- سلنا گومز در نقش شاهدخت سلنیا. میلن فارمر صداپیشگی این شخصیت را در نسخه فرانسوی بر عهده دارد.
- داگ رند در نقش شاهزاده بتامچه. مجری رادیویی فرانسوی، کارتمن صداپیشگی این شخصیت را در نسخه فرانسوی بر عهده دارد. رند همچنین صداپیشه شخصیت کلرک است.
- لو رید در نقش مالتازارد. ژرار دارمون صداپیشگی این شخصیت را در نسخه فرانسوی بر عهده دارد.
- ایگی پاپ در نقش شاهزاده دارکوس. پاپ جایگزین جیسون بیتمن شد که در فیلم اول صداپیشه این شخصیت بود. مارک لاووآن صداپیشگی این شخصیت را در نسخه فرانسوی بر عهده دارد.